# Санта-Марія-ді-Лікодія
Санта-Марія-ді-Лікодія (італ. Santa Maria di Licodia, сиц. Santa Marìa di Licuddìa) — муніципалітет в Італії, у регіоні Сицилія,  метрополійне місто Катанія.
Санта-Марія-ді-Лікодія розташована на відстані близько 520 км на південний схід від Рима, 145 км на схід від Палермо, 23 км на північний захід від Катанії.
Населення — 7609 осіб (2014).
Щорічний фестиваль відбувається останньої неділі серпня. Покровитель — San Giuseppe.

## Демографія
Населення за роками:

Станом на 1 січня 2023 року в муніципалітеті офіційно проживало 238 іноземців з 20 країн, серед них 163 громадяни країн Євросоюзу.

## Сусідні муніципалітети
- Б'янкавілла
- Патерно
- Рагальна